# Veronica grisebachii
Veronica grisebachii är en grobladsväxtart som beskrevs av Walters. Veronica grisebachii ingår i släktet veronikor, och familjen grobladsväxter. Inga underarter finns listade i Catalogue of Life.